# Laura Csortan
Laura Csortan (9 novembre 1976) è una modella australiana.

## Biografia
È nata il 9 novembre 1976. Ha rappresentato l'Australia in occasione dei concorsi di bellezza internazionali Miss Universo 1997, dove ha vinto il titolo di Miss Congeniality, e Miss Mondo 1998.
Laura Csortan ha iniziato la sua carriera di modella, apparendo nei cataloghi pubblicitari di Harris Scarfe. In seguito ha ottenuto una certa popolarità come fidanzata del bassista dei Silverchair Chris Joannou.
Da ottobre 2000 sino a novembre 2006, è stata la conduttrice di The Great Outdoors in onda su Seven Network. In precedenza aveva condotto la versione australiana de La ruota della fortuna, insieme a Larry Emdur, ma lo show è stato cancellato per scarsi ascolti, sei mesi dopo il suo debutto.